# Hilton Valentine
Hilton Stewart Paterson Valentine (Northumberland, Inglaterra; 21 de mayo de 1943-Connecticut, Estados Unidos; 29 de enero de 2021) fue un músico británico, guitarrista original de The Animals.

## Biografía
Ingresó al mundo de la música tocando en grupos de música skiffle antes de ser invitado por Chas Chandler a sumarse al grupo Alan Price Combo en 1963. Eric Burdon y John Steel ingresaron inmediatamente después de la llegada de Valentine. En 1966 se retiró de la banda.
Es muy recordado su intro de guitarra en la canción «The House of the Rising Sun» que ha inspirado a varios guitarristas actuales.
En el año 1994 fue incluido en el Salón de la Fama del Rock and Roll junto a sus compañeros de agrupación.
Posteriormente se trasladó a California y grabó un fallido disco en solitario titulado All In Your Head. Regresa a Inglaterra y se reúne en ocasiones con sus antiguos compañeros de banda. En 2004 lanzó el álbum It's Folk 'n' Skiffle, Mate!.
En sus últimos años, Valentine residió en Connecticut.  Murió allí el 29 de enero de 2021, a la edad de 77 años. Su esposa Germaine no reveló las causas del deceso.

## Discografía

### The Animals
Álbumes de estudio
- The Animals (1964; Estados Unidos y Reino Unido)
- The Animals on Tour (1965; Estados Unidos)
- Animal Tracks (1965; Estados Unidos y Reino Unido)
- Animalization (1966; Reino Unido)
- Animalism (1966; Estados Unidos)
- Before We Were So Rudely Interrupted (1977)
- Ark (1983)

Álbumes recopilatorios
- The Best of The Animals (1966)
- The Best of The Animals (2000)
- Interesting Life (2001)
- Complete French EP 1964/1967 (2003)
- Retrospective (2004)

### Solista
Álbumes de estudio
- All In Your Head (1966)
- It’s Folk ‘N’ Skiffle, Mate! (2004)

Álbumes colaborativos
- Merry Skifflemas! (2011; con Big Boy Bete)